# Кемзелка
Кемзелка — река в России, протекает по Чердынскому району Пермского края.

## Описание
Правый приток Колвы, впадает в Колву в 16 км от её устья, в селе Покча. Длина реки составляет 10 км. Исток реки находится примерно в 3 км к северо-западу от деревни Анисимово. Течёт главным образом в северо-восточном направлении.

## Данные водного реестра
По данным государственного водного реестра России относится к Камскому бассейновому округу, водохозяйственный участок реки — Кама от водомерного поста у села Бондюг до города Березники, речной подбассейн реки — бассейны притоков Камы до впадения Белой. Речной бассейн реки — Кама.